# Jorge Colina
Jorge Colina (14 febbraio 1971) è un ex giocatore di calcio a 5 uruguaiano.

## Carriera
Con la nazionale maschile di calcio a 5 dell'Uruguay Colina ha disputato il FIFA Futsal World Championship 1996 in cui la selezione sudamericana è giunta al secondo turno, eliminata nel girone comprendente Brasile, Ucraina e Paesi Bassi.